# Lepidium pseudoruderale
Lepidium pseudoruderale är en korsblommig växtart som beskrevs av Albert Thellung. Lepidium pseudoruderale ingår i släktet krassingar, och familjen korsblommiga växter. Inga underarter finns listade i Catalogue of Life.